# Pachykellya bernardi
Pachykellya bernardi is een tweekleppigensoort uit de familie van de Neoleptonidae. De wetenschappelijke naam van de soort is voor het eerst geldig gepubliceerd in 1927 door Powell.